# CSD Zacapa
Club Social y Deportivo Zacapa – gwatemalski klub piłkarski z siedzibą w mieście Zacapa, stolicy departamentu Zacapa. Występuje w rozgrywkach Liga Nacional. Domowe mecze rozgrywa na obiekcie Estadio David Ordóñez Bardales.

## Osiągnięcia
- finał pucharu Gwatemali (1): 2009

## Historia
Klub został założony 14 listopada 1951 pod nazwą Municipal de Zacapa, którą następnie zmienił na Deportivo Zacapa. Po raz pierwszy występował w gwatemalskiej Liga Nacional w latach 1959–1962, następnie w latach 1974–1978, a później w latach 1985–1986. Najdłuższy, czwarty pobyt w najwyższej klasie rozgrywkowej miał miejsce w latach 1996–2004. Zespół nie liczył się w walce o wysokie cele, dysponując budżetem ok. 20 razy mniejszym niż czołowe kluby gwatemalskie.
W latach 2004–2006 Zacapa ponownie grała w drugiej lidze, by następnie powrócić do Liga Nacional, gdzie występowała w latach 2006–2010. Wówczas odnotowała największy sukces w historii, docierając do finału pucharu Gwatemali (2009), gdzie uległa faworytowi Comunicaciones (1:1, 0:4). Ostatni pobyt w pierwszej lidze klub zanotował w latach 2011–2012, po czym spadł do drugiej ligi, w której grał w latach 2012–2015. W 2015 roku zanotował relegację do trzeciej ligi, gdzie występował w latach 2015–2016. W 2016 roku powrócił na zaplecze najwyższej klasy rozgrywkowej, wykupując licencję klubu Halcones FC. W styczniu 2017 wycofał się z rozgrywek z powodów finansowych i przestał istnieć.
Niedługo później klub odrodził się i rozpoczął występy w trzeciej lidze gwatemalskiej. We wrześniu 2020 wszedł w fuzję z trzecioligowym klubem CSD Tellioz, który z kolei wykupił licencję drugoligowego Deportivo Catocha. Nowy twór pod nazwą CSD Zacapa Tellioz dołączył tym samym do rozgrywek drugiej ligi. W 2023 roku zespół już jako CSD Zacapa awansował na najwyższy poziom rozgrywek.

## Trenerzy
- Eduardo Santana (2000–2001)[2]
- Flávio Ortega (2001)
- César Mario Calero (2001)
- Adán Paniagua (2001–2002)
- Flávio Ortega (2002–2003)
- Camilo Aguilar (2003)
- Nelson Brizuela (2004)
- Camilo Aguilar (2004)
- César Mario Calero (2006)[10]
- Luiz da Costa (2006–2007)[10]
- Camilo Aguilar (2008)
- Sergio Pardo (2008–2009)[11]
- Iván León (2009)[12]
- Alberi Rodrigues (2009–2010)[13]
- Julio César Lainez (2010–2011)
- Luis Ibarra (2011)[14]
- Hugo Palma (2011)
- Sergio Pardo (2012)
- Julio César Lainez (2012)
- Mauricio Tapia (2012–2013)[15]
- Julio César Lainez (2013)
- Luis Ibarra (2014)[14]
- Roberto Gamarra (2020)[7]
- Ariel Sena (2020–2021)[16]
- Luis Ibarra (2021)[17]
- Julio César Lainez (2021–2022)[18]
- Érick González (2022–2023)[19]
- Martín García (2023)
- Adrián Fernández (od 2024)